# Besse-sur-Issole
 Besse-sur-Issole  (en occitano Bessa d'Issòla) es una población y comuna francesa, que se encuentra en la región de Provenza-Alpes-Costa Azul, departamento de Var, en el distrito de Brignoles y cantón de Besse-sur-Issole.

## Demografía
| 829 | 821 | 756 | 1040 | 1342 | 1779 |
| Para los censos de 1962 a 1999 la población legal corresponde a la población sin duplicidades (Fuente: INSEE [Consultar]) |     |     |      |      |      |